# 爆烈お父さん
「爆烈お父さん」（ばくれつおとうさん）は、フジテレビ系列のバラエティ番組『めちゃ2イケてるッ!』のコーナーである。

## 概要
東京都練馬区の一軒家に住む「加藤家」を舞台とするホームドラマ風のゲストトークコーナー。番組初期のトークコーナーにゲスト出演した、お父さんのモデルでもある梅宮辰夫は厳格な父親であるということが話題に上がり、そのパロディとして「イケてるお父さん」というショートコントで1996年11月23日にスタート。息子の暴言、門限を守らない娘にジャイアントスイングでお仕置きした（最初にジャイアントスイングされたのは長男の優）。
その次の週からタイトルも「爆烈お父さん」になり、セットもショートコント時のものから現在まで使われているものに変更され、すき焼きを食べながら毎回ゲストが加藤家の人々を相手に近況や新作への意気込みを語るスタイルに変わった。ゲストの些細な発言をきっかけに父親（加藤）が逆上し、オチがやや意味不明な「加藤家家訓」を訓示した上でゲストに尻つづみ、キャメルクラッチなどをかけ、最後にジャイアントスイングでお仕置きして締める（その間に、回されているゲストの曲がかかる）。なおその時に画面隅にレコードプレーヤーが登場するが、これは小泉今日子のシングル『オトコのコ オンナのコ』のPV内に登場するレコードプレーヤーのパロディである。
一方、「加トちゃんのパクリ」説が出た頃、加藤茶が出演し、「加藤家家訓」を披露した（加藤茶がやるハゲヅラ親父役（加藤茶太郎）は植木等のパクリである）。
木佐彩子や高島彩ら自社のアナウンサー（当時）がキャメルクラッチをかけられたり、結成間もないモーニング娘。（バラエティー番組初登場）の飯田圭織が生足を舐められたり、デビュー間もない上戸彩（当時はZ-1として）らが出演していた事、パイレーツがジャイアントスイングを受けた後に乳首が見えてしまった事など、貴重なシーンも多数生まれている。
ミニスカートで来た女性出演者をジャイアントスイングで回す時は、パンチラ対策としてジャージのズボンまたは黒のスパッツを穿かせていた。
このコーナーのルーツは、この番組の原型でもある深夜番組『とぶくすりZ』までさかのぼることが出来る。コントで加藤がメンバーをジャイアントスイングした後の加藤のリアクションがあまりにも面白かったためコーナー化し、現在の「爆烈お父さん」に繋がった。
第24話（2006年7月1日放送）で「欽ちゃんのどこまでやるの!?」のホームコメディーをモチーフとしていると判明。
なお、ジャイアントスイング後は（減りが激しい）「お父さんの残りエネルギー」が表示。気管支喘息持ちの加藤にはかなりきつい運動であり、3回目くらいで残りエネルギーがほぼ0になった時は、汗びっしょりで息も絶え絶えになっているのが常である。
またジャイアントスイング自体はかけられているゲストにとってはかなり目が回るものになっている。実際ジャイアントスイング後、暫く立ち上がれなかったり、フラフラしてトークに入っていけないゲストなどが多数いた。
おし入れの一番下を開けると、小さな山本圭一（眠る山本のぬいぐるみ。番組内では「ちっちゃい山さん」と呼ばれていた。）が出てくる。このぬいぐるみは「pM8」での濱口と本田みずほの再会の際に入院して不在だった山本の代わりに使われたり、めちゃ日本女子プロレスの「ダンプ山本」や単位上等!爆走数取団」の1コーナー「スモウライダー」など各コーナーの衣装版も制作され、実際にコーナーに登場した。

## 家族構成
加藤辰夫（48歳、北海道小樽市出身、電装業） - 加藤浩次
波平の様な頭で、ちょび髭、黒縁メガネの頑固オヤジ。2018年の最終話では演じる加藤も本当に48歳となった。
妻・靖子 - 光浦靖子
ごく普通の主婦。進行役を務める。
長男・優（20） - 濱口優
ごく普通のヤンキー。
長女・紗理奈（18） - 鈴木紗理奈
ごく普通の女子高生。ルーズソックスでミニスカートの制服を着ている。
次男・隆史（16） - 岡村隆史
養子であり、実の父親・仲根広助はロシアにいることが伝えられた、また噂の一環として辰夫の弟の浩之（矢部）とあきこ（雛形）の間に生まれた子供という説もある。
三男・意地晴（いじはる、1998年 - 、元セントラル所属の子役山本慶）
コーナー継続中に生まれたという設定で出演していた（初登場は第13話）。2006年の復活以降はサッカー留学中、その後留学から帰国後に尊敬する東国原英夫（2007年当時の宮崎県知事）の付き人になったと設定され、出演当時の写真を利用したアイコラでのみ登場（次男（岡村）曰く、既に所属していた事務所を辞めた）。名前は『欽ちゃんのどこまでやるの!?』から見栄晴のパロディ。
2016年4月16日の放送で18年ぶりに出演し、本名が『山本慶』であること等が判明した。
次女・のぞみ - 石井萌々果 / 三女・ひかり - 中田舞奈 / 四女・こだま - 相田梨花
第24話（2006年）から登場した三つ子。名前は新幹線からとられている。こちらも『欽どこ』から萩本家三人娘（わらべ）のパロディ。（なお、2006年・2007年時は人形で、のぞみ、ひかりはちゃんとした泣き声のSEなのに対し、こだまの声だけは大木こだまが吹き替えられていた）。のぞみは新幹線N700系、ひかりは新幹線300系、こだまは新幹線0系のおもちゃをそれぞれ手に抱えている。2009年時（第26話）からは子役が演じているが、こだまのみ肥満体である。
2014年からは意地晴同様出演せず、第31話ではのぞみ（石井）、ひかり（中田）の現在の姿が写真で表示され、こだま（相田）は「NO PHOTO」として出されなかった。
ペット・タマ（猫）
家族に懐かない加藤家の一員。第1回目で本番前に長女（沙理奈）が転んでしまい、それに驚いたタマがセットの中に隠れてしまうハプニングがあった。

## 2002年以降の内容
- 2002年10月12日放送（第23話）では、氷川きよしがゲストだったが、氷川の応援部隊に囲まれたあげく井上京子にジャイアントスイングをかけられてしまい、氷川をジャイアントスイングできなくなった困った父親になってしまった。
  - また次男の隆史には実父・仲根広助の家族とされるロシア人のジェシカ（母）とナターシャ（妹）がいる。登場したときには必ずといっていいほど奇妙な行動をする。例.加藤家のすき焼きを勝手に食べ、見つかったらまだ鍋に入っていない生肉をポケットに押し込み逃げていく。など。
- 2006年6月10日放送のCMパロディー「MUDA」で再登場し（加藤辰夫のみ）、復活希望の募集をしていた。そして、2006年7月1日放送（第24話）で梨花をゲストに約4年ぶりに復活した。ただ、加藤は2006年6月10日のCMパロディーでジャイアントスイングをやった際、「この歳（当時37歳）ではきつい」と話していたことから、かつてのようにレギュラーコーナーでやるのは厳しいようでもある。実際のOAでは最初のジャイアントスイングで息切れしていたが（最初は藤波辰爾のモノマネだと否定したが最後には認めた）、なんとかジャイアントスイングを3回決めた。加えて、「顔踏み」「尻つづみ」、そして新技（以前も行ったことがあるが）「電気あんま」も繰り出した。
- 2007年3月3日放送分（第25話）では、コーナー開始直後のメンバー同士によるフリートークにて山本を連想させる話題が上がった際「今（山本に）会ったら殴ってしまうかも知れない」とさりげなく山本を許していない態度を見せた。終盤ではゲストの松嶋尚美が所属する松竹芸能東京支社長（当時）・難波規精（通称：コズモ難波）が登場、ジャイアントスイングをかけるもエネルギー切れで失敗し返り討ちに遭ってしまった。さらに追い打ちをかける様に、2006年7月19日に放送された『スッキリ!!』内での冒頭の台詞を松嶋に真似され思い切りへこんでいた（皮肉なことにこの日はこのコーナーのみならず「おかもんたの朝メチャッ!」内にておかもんた（岡村）が「もうこれ以上メンバー減らしたくない！」と発言する等、随所に山本を連想させる発言が目立っていた）。
- 2010年5月1日放送（第27話）では、お笑いの大先輩であるとんねるずが矢島美容室として出演（『矢島美容室 THE MOVIE 〜夢をつかまネバダ〜』の宣伝）、フジテレビ役員の港浩一氏が収録を見学するなどめちゃイケメンバーにとって極度のプレッシャーの中収録が行われた。終盤の乱闘は『みなさん』スタッフのマッコイ斎藤が石橋貴明に呼ばれて乱入、親友である加藤にジャイアントスイングされた。
- 2013年8月3日放送（第29話）分は、『FNS27時間テレビ 女子力全開2013 乙女の笑顔が明日をつくる!!』内のコーナーとして19:00頃から21:00頃まで約2時間のコーナー初である生放送が行われた[1]。
- 2014年8月30日放送（第30話）は、例年、日本テレビ『24時間テレビ』の裏被りである「24時間対抗テレビ」が行われるはずだが、今回はエスパー伊東が「本家に生出演する」という「だまし」が行われたため、そのカモフラージュと生放送に耐えられない行動をエスパーがやらかした場合の対応として、生爆烈お父さんが設定された。またいつもはハイテンションな登場で始まるOPは、今回限りはテンションが低く割烹着姿で加藤自らすき焼きを運ぶ演出になっていた。生放送終了後はそのままゼロテレビでの放送に移行し、エスパーだましのバラしを行った後、改めてゲストであるモーニング娘。'14を迎えて実施した。BPOがあくまで「テレビ放送にのみ権限が及ぶこと（ネット配信についてはノータッチ）」を確認したうえで、これまでのような技をかけていった。また、小田さくら（めちゃイケファンを公言している）からは、「蹴られると話題になる」と前年の件をネタにされた。
- 2016年11月26日放送（第31話）では、SHORT COOLから数えて20年の節目として約4年ぶりに通常回で放送、さらに、フジテレビに遊びに来ていた紗理奈の息子も「加藤の孫」として出演。今回のみ曲ではなく、ジャイアントスイングや加藤が追いかけまわしている最中に放送時点でセントフォースに所属する101人の顔写真が紹介された。なお、3年前のケースがあったため、柴田阿弥に対しては本人と収録を見ていた事務所の方からはっきりと了承を得た上で「運気が上がるキャメルクラッチ」をかけた。また、この放送の中で、加藤から正式にテレビにて、山本の吉本復帰が発表された。
- 2018年2月17日放送では、めちゃイケシュウ活プロジェクト第6弾「終活」として最終話を放送。爆裂お父さんやめちゃイケに縁が深い川田裕美・渡辺麻友・菊地亜美、終了告知の際に「一度メンバーでミュージカルがやりたい」と語った武田とともに「ミュージカル家族」に挑戦。さらに、加藤に内緒で妻のカオリちゃんと子ども3人の「リアル加藤家」が登場し本気で困惑。ラムすきやきの提供として同級生で幼馴染の東藤さんも登場し、これまでのめちゃイケの映像で「リアル加藤家の歴史」を振り返り、本物の家族5人による「リアル加藤家家訓」も披露した。また、丸くなってしまった加藤に対し「代わりのお父さん」として山本が登場。最後はSHORT COOL以来に紗理奈・優・隆史・靖子をジャイアントスイング、さらに加藤が本物の加藤家の長男にジャイアントスイング「される」世代交代も行った。総エピソード数33回（SHORT COOLを含む）。ゲスト数143人。ジャイアントスイングは898回転となった。また、コーナー最後の言葉でめちゃイケの最終回が3月31日であることが判明した。

## サブタイトル・コーナー最後の言葉
- 1996年11月23日 SHORT COOL「イケてるお父さん」
- 1996年11月30日 第01話「DESTINATION（行き先）」（ゲスト：雛形あきこ）『総演奏時間45秒。』
- 1996年12月28日 第02話「YELLOW YELLOW HAPPY（黄色い黄色い幸せ）」（ゲスト：千秋）『総演奏時間48秒。』
- 1997年2月22日 第03話「OPTIMIST（楽観主義者）」（ゲスト：山口リエ）『総演奏時間59秒。』
- 1997年3月29日 第04話「ULTRA RELAX（超くつろぎ）」（ゲスト：篠原ともえ）『総演奏時間54秒。』
- 1997年4月26日 第05話「娘がCDを出した日」（ゲスト：鈴木紗理奈）『北の国から12秒。』
- 1997年6月7日 第06話「才色兼備」（ゲスト：菊間千乃、富永美樹、木佐彩子、藤村さおり）『キャメルクラッチ9.5秒。』
- 1997年8月16日 第07話「赤裸々」（ゲスト：つぶやきシロー）『つぶやき26回。』
- 1997年10月11日 第08話「父が訴えられる日!!」（ゲスト：村﨑太郎・次郎、円広志、藤原喜明、加藤茶）『カゼひくなよ!1回。』
- 1997年11月29日 第09話「姉さんが教えてくれた日」（ゲスト：山田花子）『「抱いて♥」1回。』
- 1998年1月10日 第10話「謹賀視聴率」（ゲスト：さとう珠緒）
- 1998年3月7日 第11話「娘か息子か?」（ゲスト：モーニング娘。）『長州力2回。』
- 1998年5月16日 第12話「こんにちは赤ちゃん」（ゲスト：パイレーツ）『だっちゅーのミサイル7発。』
- 1998年9月19日 第13話「娘に捧げる夜」（ゲスト：ビジュアルクイーン）『感想は特になし。』
- 1999年1月16日 第14話「父のとんでもない苦労時代」（ゲスト：YURIMARI）『ホモのホスト1日。』
- 1999年5月8日 第15話「母と子の良き日」（ゲスト：チェキッ娘）『優しくして♥1回。』
- 1999年11月13日 第16話「家族が核心に触れた日」（ゲスト：GABU GIRL）『隠し子「ひろすけ」1人?』
- 2000年2月19日 第17話「父が全壊した日」（ゲスト：おはスタのみなさん（山寺宏一、ベッキー、おはガール、怪人ゾナー））
- 2000年4月8日 第18話「優の驚くべきお祝い」（ゲスト：藤井隆）
- 2000年5月20日 第19話「狂犬が吠えまくった日」（ゲスト：Z-1、佐藤義和）
- 2000年11月11日 第20話「父が超人気ドラマに出た日」（ゲスト：Whiteberry）
- 2001年6月23日 第21話「父が夢を追った日」（ゲスト：Folder5）
- 2002年2月16日 第22話「父が本当の父になる時」（ゲスト：ASH（高島彩、森本さやか、福元英恵））
- 2002年10月12日 第23話「きよしと親子鷹」（ゲスト：氷川きよし）
- 2006年7月1日 第24話「飛んで火に入る夏の梨花」（ゲスト：梨花）『スッキリ!!は8時。』[2]
- 2007年3月3日 第25話「父が白黒つけられた夜」（ゲスト：松嶋尚美）『コズモ難波スペシャル1回。』
- 2009年6月20日 第26話「エイ屁ックスからの贈り物」（ゲスト：misono）『オナラダンス28秒。』
- 2010年5月1日 第27話「石橋を叩いて回さネバダ」（ゲスト：矢島美容室）『切り傷1ヶ所。』
- 2012年10月6日 第28話「AKBがマジUZAかった夜」（ゲスト：AKB48[3]『巻き付き事故1件。』
- 2013年8月3日 第29話「90分 親父力全開一本勝負」（ゲスト：女芸人イレブン[4]、AKB48グループ[5]、矢部浩之、明石家さんま）※『FNS27時間テレビ 女子力全開2013 乙女の笑顔が明日をつくる!!』で放送。
- 2014年8月30日 第30話「父帰る」（ゲスト：モーニング娘。'14[6]、たむらけんじ）※『めちゃ×2ユルんでるッ!』内で生放送。
- 2016年11月26日 第31話「セントと父の神田隠し」（ゲスト：（株）セント・フォース女子アナのみなさん[7]）『売れる確率95%。』
- 2018年2月17日 最終話「シュウ活で父帰る」（ゲスト：川田裕美・渡辺麻友・菊地亜美・武田真治・本物の加藤の家族と幼馴染の東藤さん・山本圭壱）『最終回3月31日』